# Bundestagswahlkreis Fallingbostel – Hoya
Der Bundestagswahlkreis Fallingbostel – Hoya war von 1949 bis 1980 ein Wahlkreis in Niedersachsen. Er umfasste stets die ehemaligen Landkreise Fallingbostel und Grafschaft Hoya sowie die Exklave Thedinghausen, die ursprünglich zum Landkreis Braunschweig gehörte. Seit 1965 trug der Wahlkreis bei unverändertem Zuschnitt den Namen Hoya. Bei der Neueinteilung der niedersächsischen Wahlkreise zur Bundestagswahl 1980 wurde das Gebiet des Wahlkreises auf die Wahlkreise Diepholz, Soltau – Rotenburg und Verden aufgeteilt.

## Wahlkreisgeschichte
| Wahl | Wahlkreissieger   | Partei | Erststimmen | Wahlkreisname           | Gebiet |
| ---- | ----------------- | ------ | ----------- | ----------------------- | --- |
| 1949 | Heinz Matthes     | DP     | 32,3 %      | 15 Fallingbostel – Hoya | Landkreis Fallingbostel, Landkreis Grafschaft Hoya, vom Landkreis Braunschweig die Exklave Thedinghausen     |
| 1953 | Heinz Matthes     | DP     | 48,5 %      | 37 Fallingbostel – Hoya | Landkreis Fallingbostel, Landkreis Grafschaft Hoya, vom Landkreis Braunschweig die Exklave Thedinghausen     |
| 1957 | Heinz Matthes     | DP     | 46,2 %      | 37 Fallingbostel – Hoya | Landkreis Fallingbostel, Landkreis Grafschaft Hoya, vom Landkreis Braunschweig die Exklave Thedinghausen     |
| 1961 | Artur Missbach    | CDU    | 32,9 %      | 37 Fallingbostel – Hoya | Landkreis Fallingbostel, Landkreis Grafschaft Hoya, vom Landkreis Braunschweig die Exklave Thedinghausen     |
| 1965 | Artur Missbach    | CDU    | 46,4 %      | 28 Hoya                 | Landkreis Fallingbostel, Landkreis Grafschaft Hoya, vom Landkreis Braunschweig die Exklave Thedinghausen     |
| 1969 | Otto Bittelmann   | CDU    | 46,2 %      | 28 Hoya                 | Landkreis Fallingbostel, Landkreis Grafschaft Hoya, vom Landkreis Braunschweig die Exklave Thedinghausen     |
| 1972 | Peter Würtz       | SPD    | 47,3 %      | 28 Hoya                 | Landkreis Fallingbostel, Landkreis Grafschaft Hoya, vom Landkreis Verden die ehemalige Exklave Thedinghausen |
| 1976 | Ingeborg Hoffmann | CDU    | 47,4 %      | 28 Hoya                 | Landkreis Fallingbostel, Landkreis Grafschaft Hoya, vom Landkreis Verden die ehemalige Exklave Thedinghausen |

1953 und 1957 stellte die CDU im Rahmen eines Wahlbündnisses mit der DP keinen eigenen Direktkandidaten auf.